# Plessa
Plessa – gmina w Niemczech w kraju związkowym Brandenburgia, w powiecie Elbe-Elster, siedziba urzędu Plessa.

## Współpraca
Miejscowość partnerska:
- Nörvenich, Nadrenia Północna-Westfalia